# Kleine papegaaiduif
De kleine papegaaiduif (Treron olax) is een vogel uit de familie Columbidae (duiven).

## Verspreiding en leefgebied
Deze soort komt voor in Maleisië en op de Grote Soenda-eilanden.